# Hulebo
Hulebo este o arie protejată (arie specială de conservare — SAC, sit de importanță comunitară — SCI) din Suedia întinsă pe o suprafață de 31,9 ha, integral pe uscat.

## Localizare
Centrul sitului Hulebo este situat la coordonatele 57°59′59″N 15°55′27″E / 57.9997°N 15.9243°E.

## Înființare
Situl Hulebo a fost declarat sit de importanță comunitară în ianuarie 1998 pentru a proteja un număr necunoscut de specii din flora spontană și fauna sălbatică aflate în arealul zonei. Situl a fost protejat și ca arie specială de conservare în martie 2011.

## Biodiversitate
Situată în ecoregiunea boreală, aria protejată conține 1 habitat natural: Păduri caducifoliate bătrâne naturale hemiboreale fino-scandinave (Quercus, Tilia, Acer, Fraxinus sau Ulmus) bogate în specii epifite.
La baza desemnării sitului se află un număr nedeclarat de specii protejate.